# Неоготика

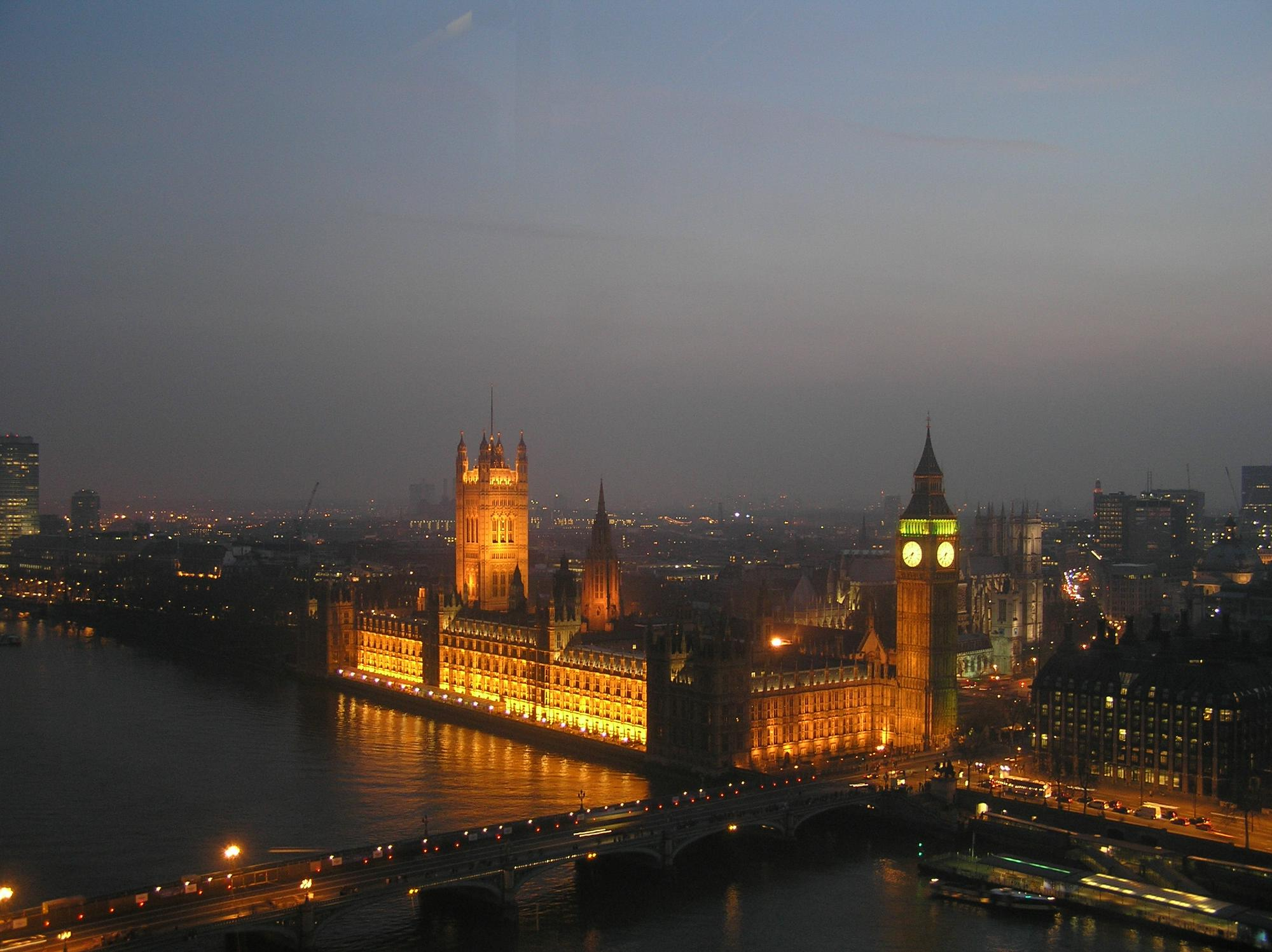
Вестминстерский дворец (Здание британского парламента) на набережной реки Темзы, Лондон. 1836-1860. Архитекторы Ч. Бэрри и О. Пьюджин

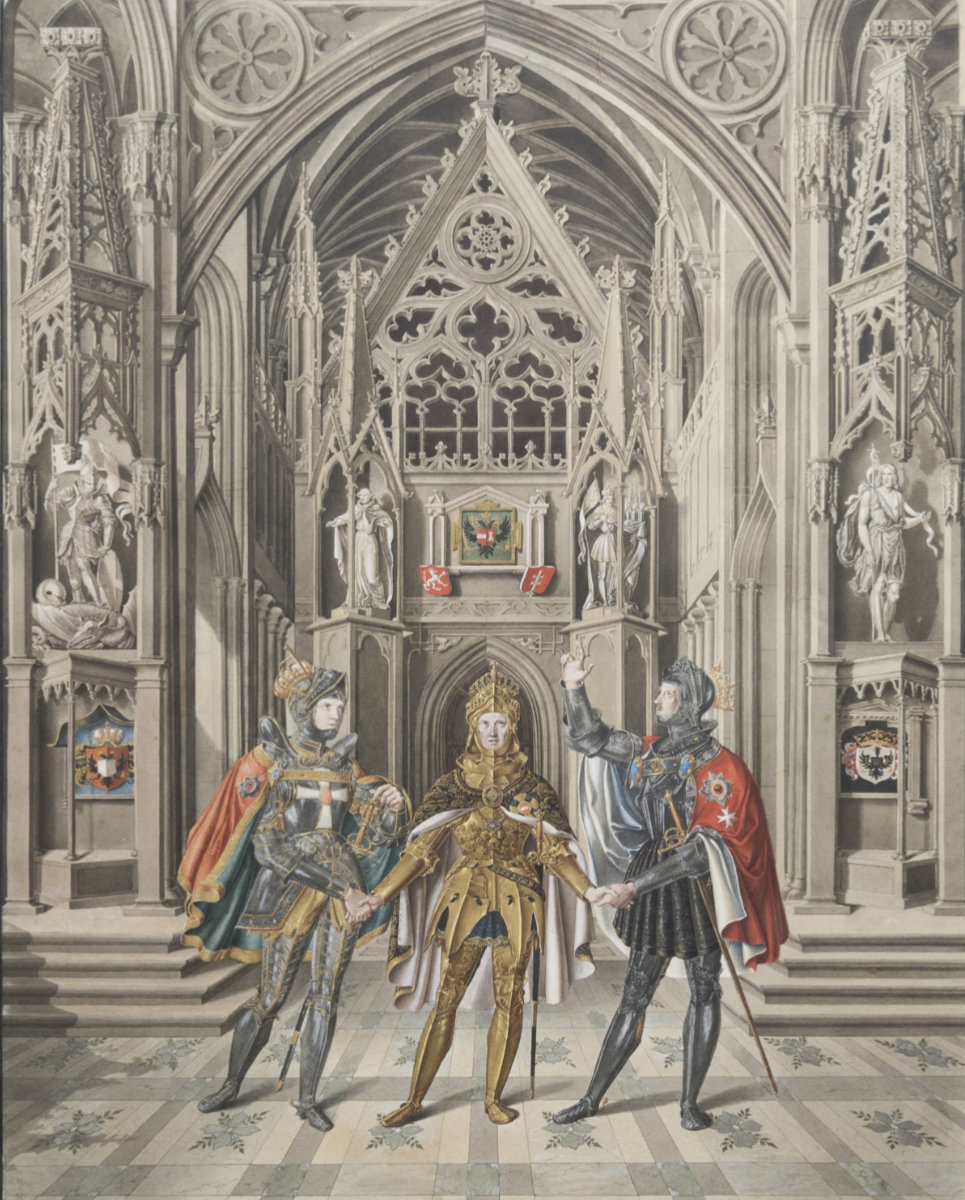
Г. Оливье. Свящённый союз. 1815. Бумага, гуашь. Картинная галерея, Дессау

Неого́тика (фр. Néogothique; нем. Neugotik, Neogotik — новая готика), псевдо́готика, ло́жная го́тика — один из неостилей, сложившийся в европейском искусстве XVIII—XIX веков.
Имеет несколько фаз развития и различные региональные варианты. В стиле неоготики архитекторы возрождали формы и в ряде случаев конструктивные особенности средневековой готики, но с иным историко-культурным содержанием. Первыми проектами, предвосхитившими движение неоготической архитектуры, считаются проект западного фасада церкви Сент-Эсташ в Париже Жака Лемерсье (1532; не осуществлён) и Капелла Линкольнс-Инн в Лондоне, построенная по проекту архитектора Иниго Джонса в 1620—1623 годах. В 1666 году Кристофер Рен в плане реконструкции Лондона после «Большого пожара» предусматривал строительство новых пятидесяти приходских церквей, из них четыре в «готическом стиле».
Неоготическое движение отчётливо проявилось в Англии в 40-е годы XVIII века. Развивалось оно во многом параллельно с медиевистикой и поддерживалось ею. В Англии, Германии и Франции неоготика имела не только национально-романтическое, но и ренессансное содержание, поскольку средневековая готика в странах Северной Европы, в отличие от Италии, Греции или России, является местной классикой.
В других странах неоготический стиль был востребован в ином качестве и с иным содержанием. В этом стиле строили католические соборы в Нью-Йорке и Мельбурне, Сан-Паулу и Калькутте, Маниле, Гуанчжоу и Киеве. В России XVIII века «готические» постройки имели, как правило, игровое, костюмированное содержание либо символически обозначали «иное культурное присутствие», в том числе, связанное с и масонской символикой.
В России востребованность неоготики была ограничена вкусами отдельных аристократов-заказчиков, которые строили архитектурные капризы, и католических общин крупных городов, которые строили костёлы. В русскоязычных источниках использовали термин «псевдоготика», так как подлинной готики на территории средневековой Руси не существовало. В наше время большинство исследователей предпочитают определение «романтическая архитектура» и рассматривают её в контексте «оттеняющего стилевого течения» екатерининского классицизма второй половины XVIII века либо искусства модерна рубежа XIX—XX столетий.

## История неоготического стиля в XVIII веке

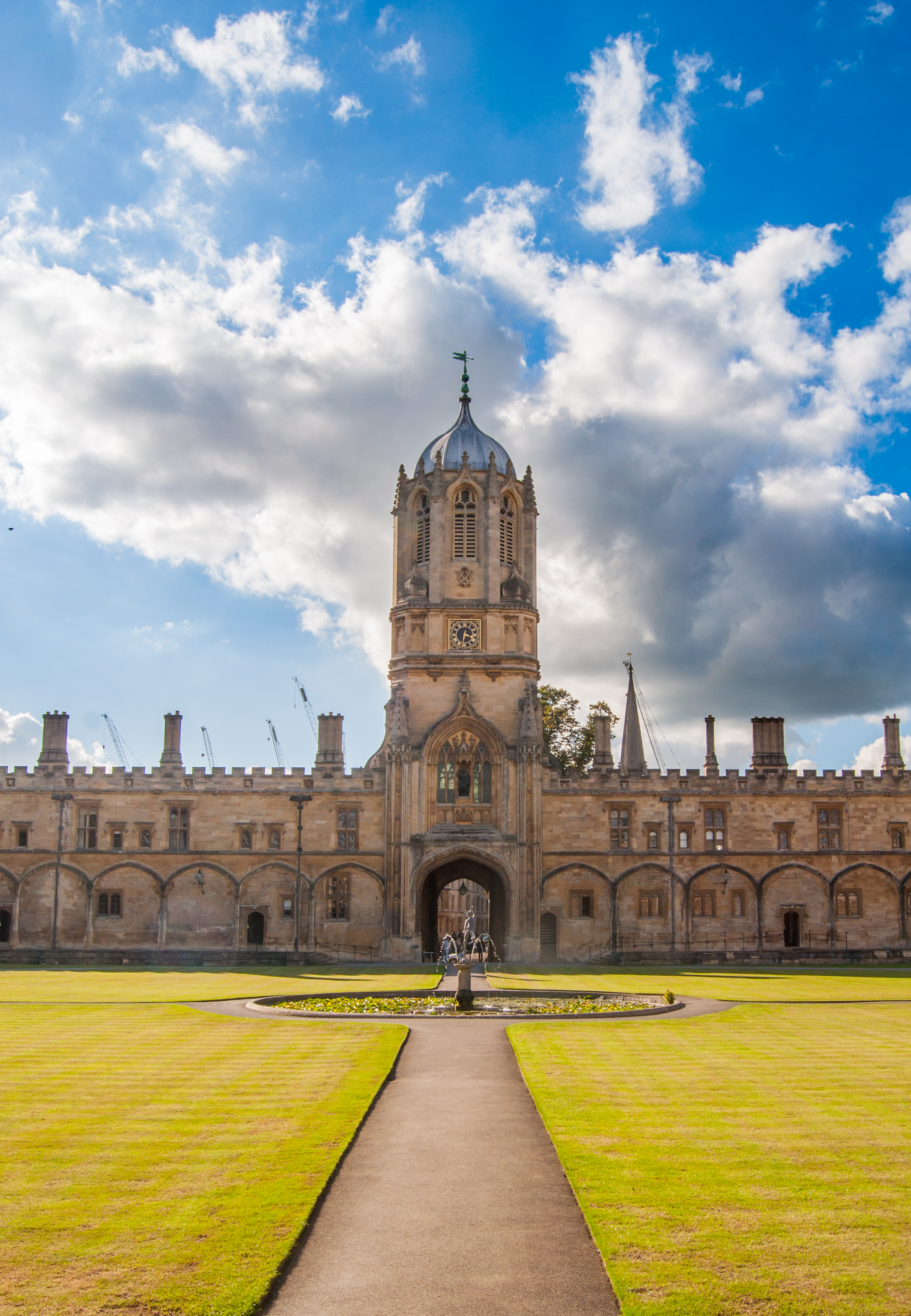
Башня Тома в Оксфорде. 1681—1682. Архитектор Кристофер Рен

Подобно тому, как идеология эпохи Просвещения нашла выражение в формах искусства неоклассицизма, неоготика отразила ностальгические устремления и индивидуалистические ценности пришедшей ей на смену эпохи предромантизма. Интерес к средневековью, и особенно к средневековым руинам в Англии, пробудился ещё в середине XVIII века. Своего наивысшего воплощения этот интерес достиг в романах и балладах Вальтер Скотта, а также в специфическом жанре «готического романа». «Первая волна предромантического движения была связана с обращением к национальной истории, с пробуждением интереса к народной эпической поэзии, старой готической архитектуре, первым археологическим, ей посвященным увражам, а в литературе — с возрождением интереса к Спенсеру, Мильтону и Шекспиру… Вдруг именно эти самые „темные века“ начинают вызывать интерес. Англичане открывают свой собственный остров. Лендлорды ищут в своих поместьях развалины, — если их нет, то их даже строят. Акварелисты рисуют старые полуобвалившиеся церкви, аббатства и надгробия, а антиквары издают их рисунки. Художники впервые открывают неизвестные ранее красоты таких мест, как Шотландия или Уэльс».
Писатель-романтик Хорас Уолпол с 1748 года с помощью архитектора Роберта Адама перестраивал свой дом в поместье Строуберри Хилл (Strawberry Hill) в «готический замок». Его иллюстрированное описание послужило образцом для многих последующих неоготических построек в Англии и в других странах. В своем замке Уолпол разместил библиотеку, уникальную коллекцию старинного оружия и картин. Собственные фантазии подсказали Уолполу замысел знаменитой впоследствии «готической повести» «Замок Отранто» (1764), сюжет которой, по собственному признанию автора, он увидел во сне. Вслед за этой книгой последовали другие произведения в том же жанре А. Рэдклифф, Ж. Казота, У. Бекфорда. В 1761 году Т. Грей издал книгу «Нисхождение Одина» (роман средневековых ужасов). В 1762 году появилось издание Р. Хёрда «Письма о рыцарстве и средневековых романах». В 1765 году в Лондоне опубликованы «Поэмы Оссиана» — стилизация под шотландский эпос.
Практически, в деятельности английских аристократов и писателей-романтиков средневековые фантазии приобретали эклектический характер. Так, например, часть поместья Строуберри Хилл была оформлена в стиле рококо, и такое соседство придавало готическим интерьерам усадебного дома репутацию вычурного архитектурного каприза наподобие более раннего увлечения «китайщиной».

### «Готическое возрождение» в Англии

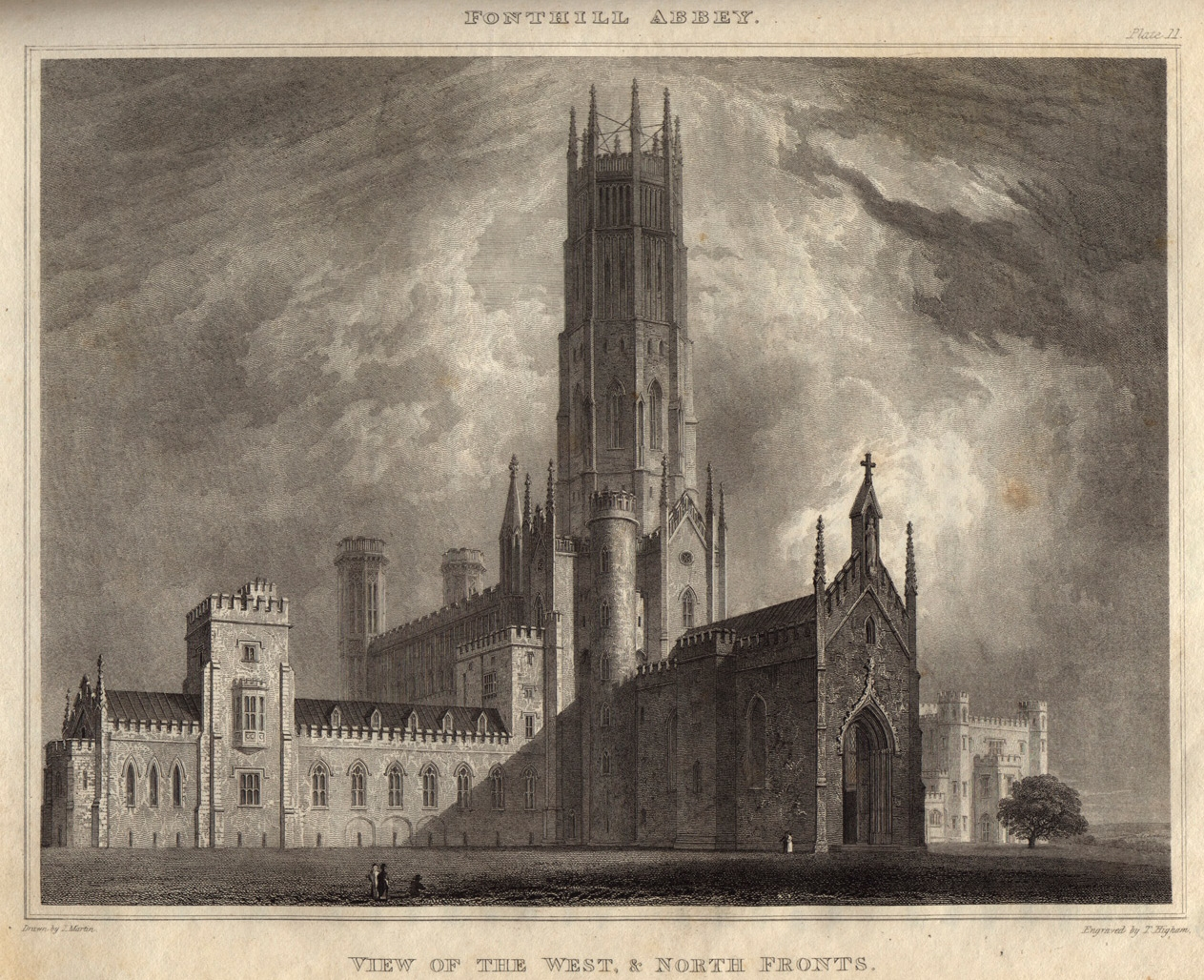
Аббатство Фонтхилл со 100-метровой готической башней. Идея писателя У. Бекфорда, архитектор Дж. Уайетт. Между 1796 и 1813

В Англии предромантическое движение началось раньше, чем в других странах, поскольку было связано с протестом против гегемонии материалистической философии и прагматизма периода английской промышленной революции XVII века. Примеру Уолпола последовали и другие аристократы, в частности, герцог Аргайл, стилизовавший под средневековый замок своё шотландское поместье Инверэри; в разработке проекта принимал участие брат Роберта Адама, Джеймс Адам.
Сын лондонского мэра, Уильям Бекфорд, в 1795 году начал в Уилтшире строительство внушительного поместья под названием Фонтхиллское аббатство с восьмиугольной 90-метровой башней, которая трижды обрушивалась за 30 лет. Усадьба Бекфорда произвела неизгладимое впечатление на современников, и слава о ней облетела всю Европу. Вскоре после смерти владельца башня в очередной раз обвалилась, и здание было снесено. Его непростая строительная история свидетельствует о несовершенном понимании архитекторами начала XIX века конструктивных особенностей средневековой готики.
История Аббатства Фонтхилл подводит черту под периодом, когда неоготика была лишь данью моде со стороны узкого круга аристократов, а элементы готического декора (как, например, стрельчатые арки) наносились на фасады палладианских зданий вопреки структурной логике.
Литературное и архитектурное творчество Хораса Уолпола способствовало интеллектуальному движению, которое получило в Англии название «готического возрождения» (англ.  Gothic Revival ).
Для Англии готический стиль в архитектуре представляет собой национальную классику, и поэтому идея возрождения готики со временем обрела не только романтический, но и политический характер. В Англии XVIII века не употребляли термин «неоготика», поскольку усиление интереса к средневековой культуре и частичное возрождение готических форм в архитектуре было связано не столько с процессом формирования неостилей в культуре историзма, сколько с идеологическим, религиозным и эстетическим движением за восстановление в Англии влияния католической церкви, охватившем умы аристократов, меценатов, политиков и писателей, в представлении которых такое религиозно-политическое движение также приобретало романтическую окраску. Отсюда возникновение и широкое распространение термина «готическое возрождение». В содержательном отношении это движение существенно отличается от неоготики как одного из неостилей, воспроизводящего лишь формы средневекового готического искусства.
Подлинная готическая архитектура идейно, эстетически и исторически связана с католической церковью, а внутреннее пространство храма — с литургией. В стране англиканской церкви, порвавшей с Ватиканом по воле короля Генриха VIII и английского парламента в 1534 году, движение за возрождение готической архитектуры приобрело значение духовной оппозиции. Одним из стимулов движения за возрождение и укрепление роли католической церкви на Британских островах был страх английской аристократии перед французской революции, а в начале XIX века к этому прибавились и последствия наполеоновских войн. В 1818 году был учреждён Комитет по церковному строительству. Значительный вклад в движение готического возрождения внесли писатель сэр Вальтер Скотт, рисовальщики и архитекторы Эдвард Блор, Джордж Гилберт Скотт.
Дополнительный импульс движению «готического возрождения» придавала естественная реакция на холодность академического классицизма, остававшегося для Англии в значительной степени «иностранным искусством». Поэтому дань готическому возрождению отдали в том числе и наиболее известные архитекторы английского классицизма: Кристофер Рен, Джон Нэш, Джон Ванбру.

## Викторианская неоготика

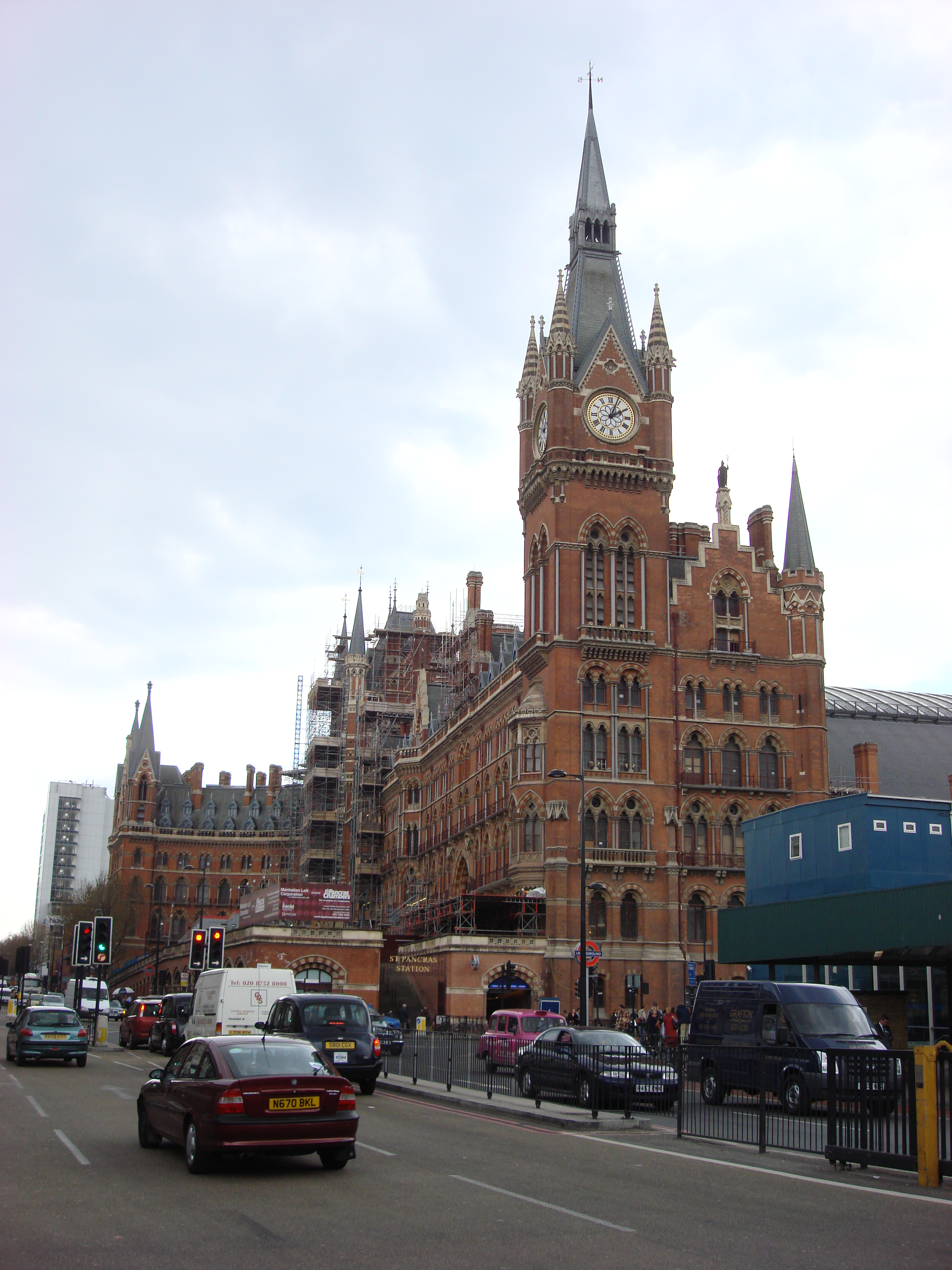
Здание вокзала Сент-Панкрас в Лондоне. 1865—1868. Архитектор Дж. Г. Скотт. Пример наложения неоготического декора на современные металлоконструкции

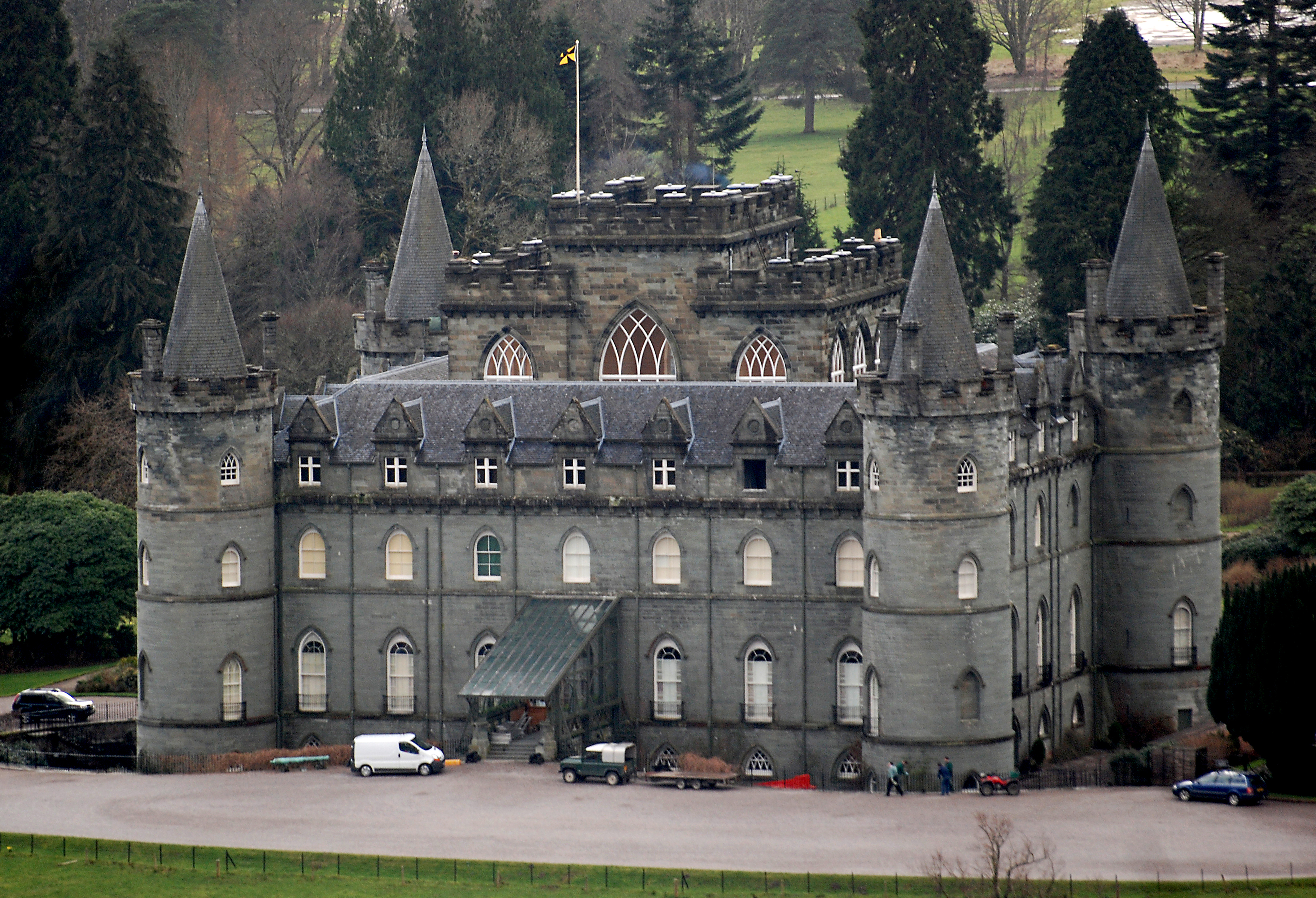
Замок шотландского герцога Аргайла Инверэри на озере Лох-Файн. 1746—1789

Распространению «викторианской готики» в странах Западной Европы способствовали сочинения писателей-романтиков. Шатобриан посвятил немало вдохновенных страниц готическим руинам, доказывая, что именно средневековое храмовое зодчество наиболее полным образом запечатлело «гений христианства». Местом действия и главным «героем» первого исторического романа на французском языке является готическое сооружение — Собор Парижской Богоматери. В викторианской Англии Джон Рёскин взволнованной, цветистой прозой обосновывал «нравственное превосходство» готики над прочими архитектурными стилями. Для него «центральным зданием мира» являлся Дворец дожей в Венеции, а наиболее совершенным из всех стилей — итальянская готика. Взгляды Рёскина разделяли художники-прерафаэлиты, черпавшие вдохновение в искусстве Средних веков.
Зодчие эпохи Регентства в Англии начала XIX века обращали пристальное внимание на архитектуру английских готических соборов. Освоение полученных знаний позволило мастерам викторианской эпохи превратить неоготику в универсальный архитектурный стиль, в котором возводили не только церкви, но и здания разной функциональной направленности — ратуши, университеты, школы и вокзалы.
Важная роль в «готическом возрождении» викторианской эпохи принадлежит архитектору-католику Огастесу Пьюджину. В 1833 году Пьюджин переехал в Солсбери, в 1835 году купил участок земли и построил дом для своей семьи в стиле готического возрождения, который назвал Grange St. Marie’s. В 1834 году Огастес Пьюджин принял католичество, в следующем году был принят в лоно римско-католической церкви и стал активным сторонником возрождения готического стиля в архитектуре Англии. Ещё в 1832 году он познакомился с католиком Джоном Тэлботом, 16-м графом Шрусбери, разделявшим его эстетические взгляды. Пьюджин перестроил его родовой замок Альтон Тауэрс, построил католическую церковь Сент-Жиль в Стаффордшире (1846) и многое другое.
В 1836 году Пьюджин опубликовал полемическое сочинение «Контрасты» (Contrasts), или «Параллель между благородными зданиями XIV и XV веков и аналогичными зданиями современности». Архитектор доказывал преимущество готики, обосновывал отказ от неоклассицизма, а также необходимость возрождения средневекового готического стиля как истинно национального и о «возвращении к вере и социальным структурам средневековья». Книга была направлена против принятия Актов о церковном строительстве 1818 и 1824 годов, первый из которых часто называют Законом о миллионах фунтов из-за суммы ассигнований Парламента на строительство новых англиканских церквей в Великобритании. В 1841 году Пьюджин опубликовал трактат «Истинные принципы стрельчатой, или христианской, архитектуры» (англ. The True Principles of Pointed or Christian Architecture), оказавшую существенное влияние на умы многих английских художников, в частности на движение «Искусства и ремёсла» Уильяма Морриса и прерафаэлитов. В этой книге Пьюджин писал, что современные мастера, стремящиеся подражать стилю средневекового искусства, должны воспроизводить не внешние формы, а его духовные основы.
В 1843 году последовало сочинение «Апология возрождения христианской архитектуры» (англ. An Apology for the Revival of Christian Architecture). Пьюджин критиковал классицизм в церковной архитектуре. По его мнению, античные храмы строили для принципиально другого типа богослужений, и приспособление этой конструкции для христианской литургии в любом случае уничтожит характерный вид здания, к которому стремится архитектор-классицист. В то же время, согласно Пьюджину, конструкция и эстетика готического храма полностью обусловлены нуждами христианского богослужения и должны служить образцом для архитекторов всех позднейших времён. Аналогичные идеи Пьюджин высказывал и в отношении других родов и видов искусства, в частности, призывая к возрождению григорианского пения в церковной музыке.
Идеи Пьюджина нашли поддержку членов Кемденского общества, основанного в 1838 году в Кембридже и названного в честь историка XVII века Уильяма Кемдена, опубликовавшего значительное число источников по истории Англии (в 1897 слилось с Королевским историческим обществом). Члены общества провозгласили, что возрождение «Высокой церкви» в обществе связано с католичеством и готикой как «истинно католической архитектурой». Члены Кемденского общества обратились к экклезиологии (от греч. ἐκκλησία — церковь и λόγος — знание) — науке, изучающей природу и устройство Церкви, а также свойства церковной архитектуры и музыки.
Неоготика была «официально» признана национальным стилем викторианской Англии, когда после разрушительного пожара в 1834 году здание Британского парламента было поручено отстроить О. Пьюджину. С 1835 года Пьюджин работал вместе с другим выдающимся архитектором — сэром Чарлзом Бэрри. Было решено, что новое здание призвано отражать величие Империи и национальный стиль, и лучшим в этом отношении является стиль неотюдор, в котором воссоздаются типичные элементы тюдор-ренессанса в Англии, в частности, так называемого перпендикулярного стиля английской готики. Выдающимся образцом этого стиля является собор в Линкольне XII—XIV веков, имеющий характерные башни с плоскими площадками наверху. При возведении «башни Виктории» нового здания английского парламента в качестве прототипа имелись ввиду прежде всего башни собора в Линкольне. Часовая башня Биг-Бен имеет шатровое навершие. В британской историографии часто употребляется ещё одно название: «британский ампир» (англ. British Empire), причём имеется ввиду первичное значение этого определения: стиль Британской Империи, отражающий в национальных формах величие Британии. Основой этой терминологической метаморфозы послужили труды Огастеса Пьюджина.
В викторианскую эпоху Британская империя как в метрополии, так и в колониях вела огромное по размаху и функциональному разнообразию строительство в «стиле Тюдоров». Вслед за Вестминстерским дворцом (резиденцией парламента) готический облик стали приобретать Королевский судный двор и другие общественные здания, ратуши, вокзалы, мосты и даже скульптурные мемориалы. В 1864—1872 годах в Южном Кенсингтоне (район Лондона) по проекту архитектора Джорджа Гилберта Скотта возвели Мемориал принца Альберта — памятник супругу королевы Виктории. Вызолоченная статуя принца помещена под шатровым киворием, увенчанным готическим шпилем.
В 1886—1894 годах в стиле готического возрождения поблизости от средневекового Тауэра возвели новый Тауэрский мост через Темзу. Этот мост близок по архитектуре мосту через Эльбу в Гамбурге, хотя авторы немецкого моста в большей степени ориентировались на средневековую архитектуру романского периода. В русле готического возрождения в Англии работали архитекторы А. Сэлвин, У. Бёрджес, Дж. Добсон, Т. Хоппер, Н. Шоу, декораторы О. Джонс, К. Дрессер, проектировщики интерьера и мебели Т. Коллкатт, Б. Тэлберт.
Однако историки искусства задаются вопросом, насколько правильно вообще говорить о воскрешении средневекового искусства в XIX веке, учитывая, что традиция готического зодчества в отдельных уголках Европы сохранялась на протяжении XVII и XVIII веков. Более того, такие известные архитекторы эпохи барокко, как Карло Райнальди в Риме, Гварино Гварини в Турине и Ян Блажей Сантини в Праге, питали глубокий интерес к «готическому ордеру архитектуры» и при достройке старинных монастырей умело воспроизводили готические своды и каркасные конструкции. В интересах ансамблевости к готике прибегали и английские зодчие XVII века, в частности Кристофер Рен, построивший в оксфордском колледже Крайст Чёрч знаменитую «башню Тома». Готический стиль использовали колониях Британской империи. Неоготическими храмами, в частности, изобилуют Австралия и Новая Зеландия.

## Неоготика в Северной Америке

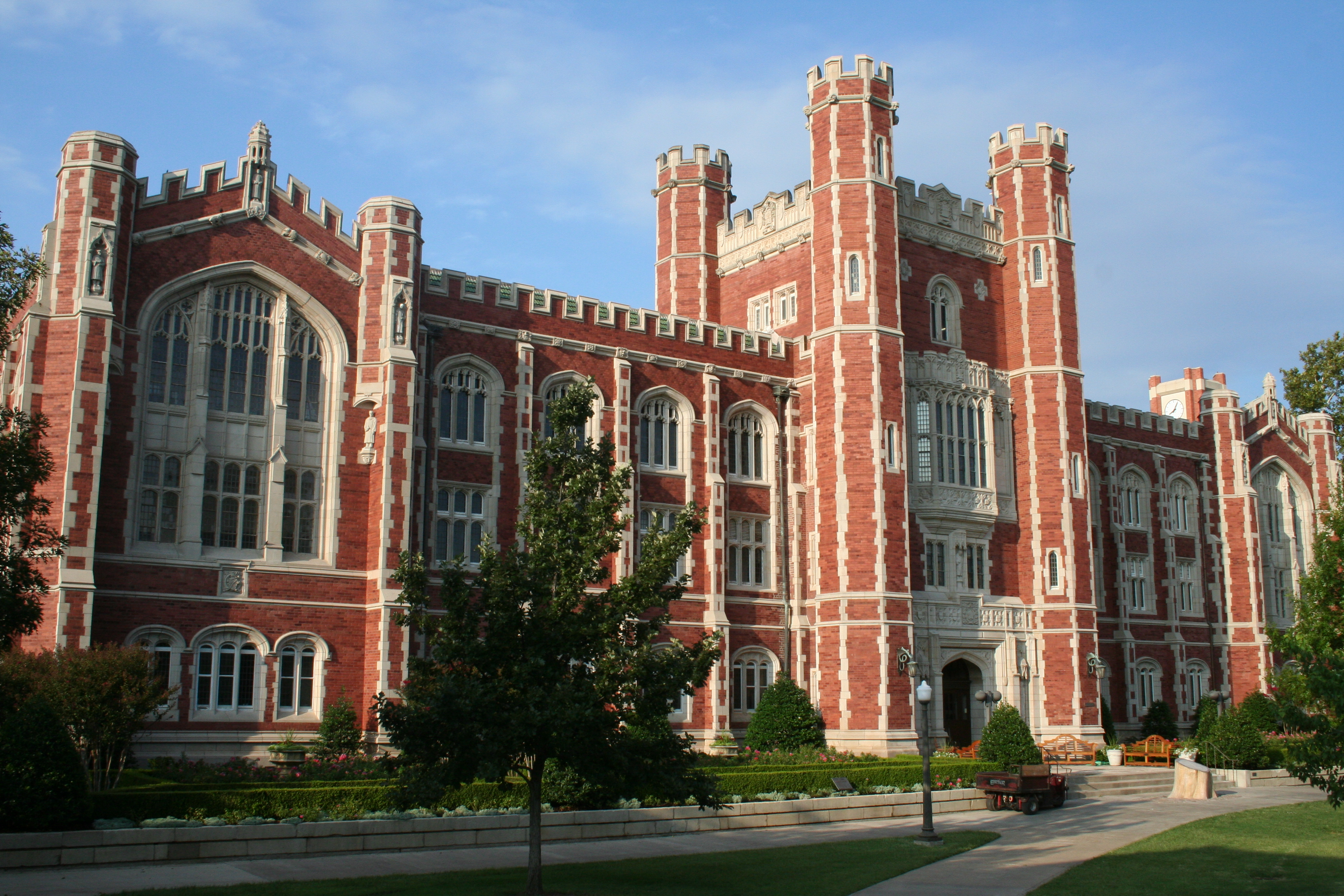
Эванс-холл в Университете Оклахомы — пример коллегиальной готики

В США отношение к неоготике поначалу было настороженным, отчасти по причине сохранявшегося антагонизма с прежней метрополией, а отчасти потому, что Томас Джефферсон и другие отцы-основатели считали наиболее подходящей архитектурой для республики-наследницы античных идеалов свободы не готику, а палладианство и неогреческий стиль. Нью-йоркская церковь Троицы (1846) свидетельствует о том, что в половине XIX века американцы ещё только начинали осваивать язык неоготики. Гораздо более уверенно исполнен в подражание храмам средневековой Европы католический собор Святого Патрика в том же городе (1858—1878).
Из неоготики здесь выделился подстиль коллегиальной готики (англ. Collegiate Gothic или англ. Academic Gothic), характерный для студенческих городков. Подстиль быстро распространился по континенту и перекинулся на ряд стран Европы, Австралию. Активному развитию коллегиальной готики помешала Великая депрессия.
Во второй половине XIX века вовне крупных городов США получил распространение стиль плотницкая готика (англ. Carpenter Gothic, также известный как сельская готика, англ. Rural Gothic) — разновидность деревянной архитектуры, стремившейся подражать каменной неоготике. Помимо США, плотницкая готика также получила распространение в восточных провинциях Канады. Аналогичные по стилю деревянные здания (жилые дома и церкви) также встречаются в Австралии и Новой Зеландии, хотя в этих странах термин «плотницкая готика», как правило, не употребляется. В стиле плотницкой готики строились в основном индивидуальные дома и небольшие церкви. Характер стиля большей частью выражался такими элементами, как стрельчатые окна и острые щипцы крыш. Здания в стиле плотницкой готики также часто отличаются асимметричным планом.

## Неоготика в Европе

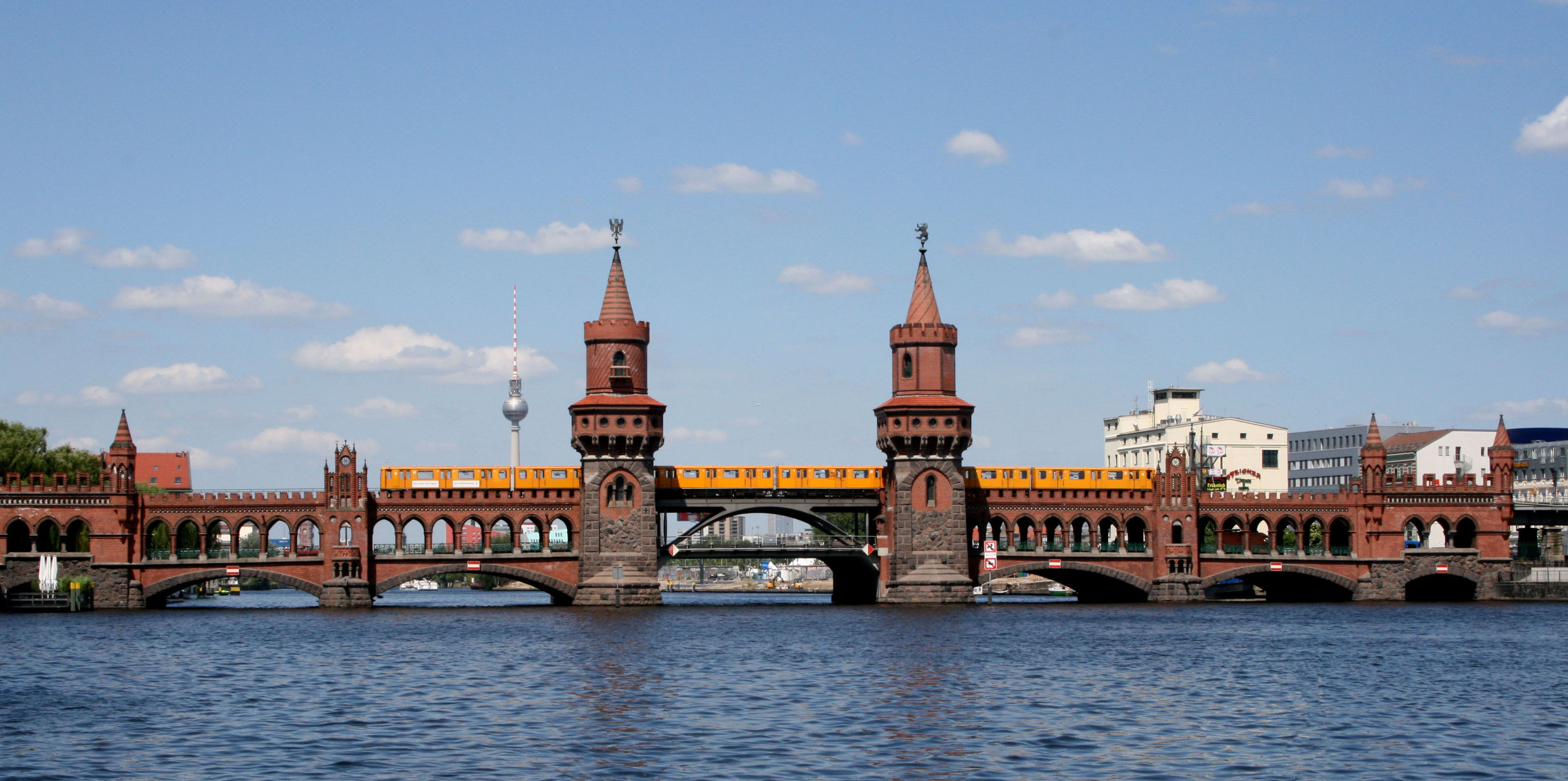
Мост Обербаумбрюкке через Шпрее. 1894—1896, Берлин

Раньше, чем в других странах континентальной Европы, неоготику «распробовали» англоманы в различных государствах, составивших впоследствии Германию. Князь крошечного Анхальт-Дессау повелел в качестве каприза построить в своём «парковом королевстве» близ Вёрлица готический домик и церковь. Ещё раньше, при строительстве Потсдама, прусский король Фридрих II распорядился придать монументальный средневековый облик Науэнским воротам (1755). Однако, как и в Британии, эти примеры немецкой неоготики XVIII века единичны.

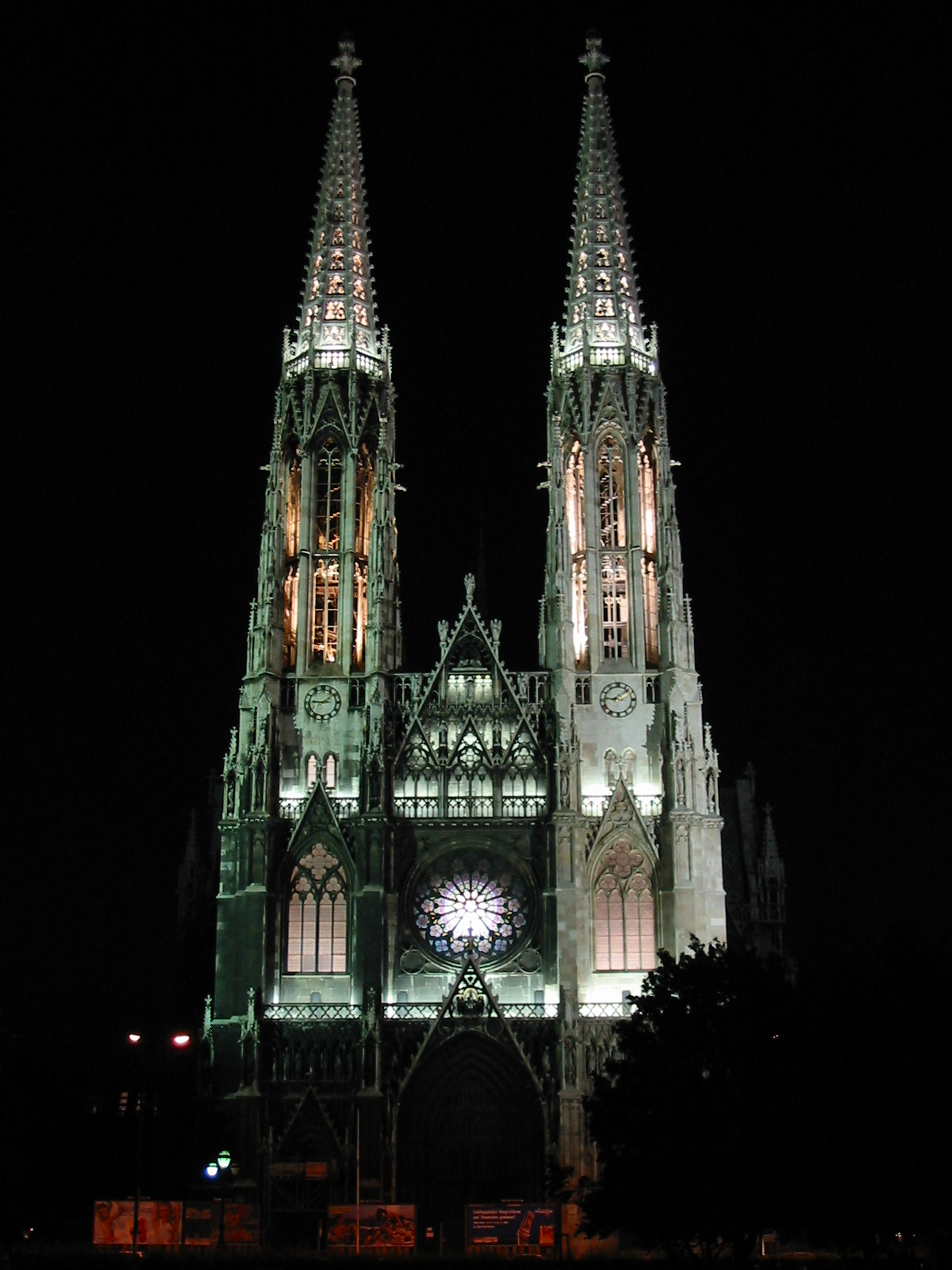
Вотивкирхе, Вена. Мемориал на месте спасения императора Франца Иосифа

Подъём немецкого национально-романтической идеологии в период после революции 1848—1849 годов вылился в движение, направленное на завершение выдающихся построек, грандиозных соборов средневековья и, в первую очередь, Кёльнского собора, опустошённого в годы Реформации. В 1880 году, когда строительство собора завершилось, при высоте в 157 метров он стал самым высоким зданием мира. Через несколько лет его рекорд побила другая достроенная церковь — 161-метровый Ульмский собор. Несколько раньше был очищен от позднейших наслоений важнейший памятник баварской готики — собор в Регенсбурге.

По примеру англичан немецкие правители бережно восстанавливали разрушенные средневековые замки. В некоторых случаях инициатива исходила от частных лиц. Значительных реставрационных работ потребовал главный замок Тевтонского ордена — Мариенбург. Немецкие государи не скупились на финансирование строительства новых замков, которые были призваны превзойти все средневековые образцы. Так, прусское правительство профинансировало возведение грандиозного замка Гогенцоллерн в Швабии (1850—1867), однако и он померк перед словно вышедшим из волшебной сказки замком Нойшванштайн, строительство которого развернул в Альпах в 1869 году баварский король Людвиг II.

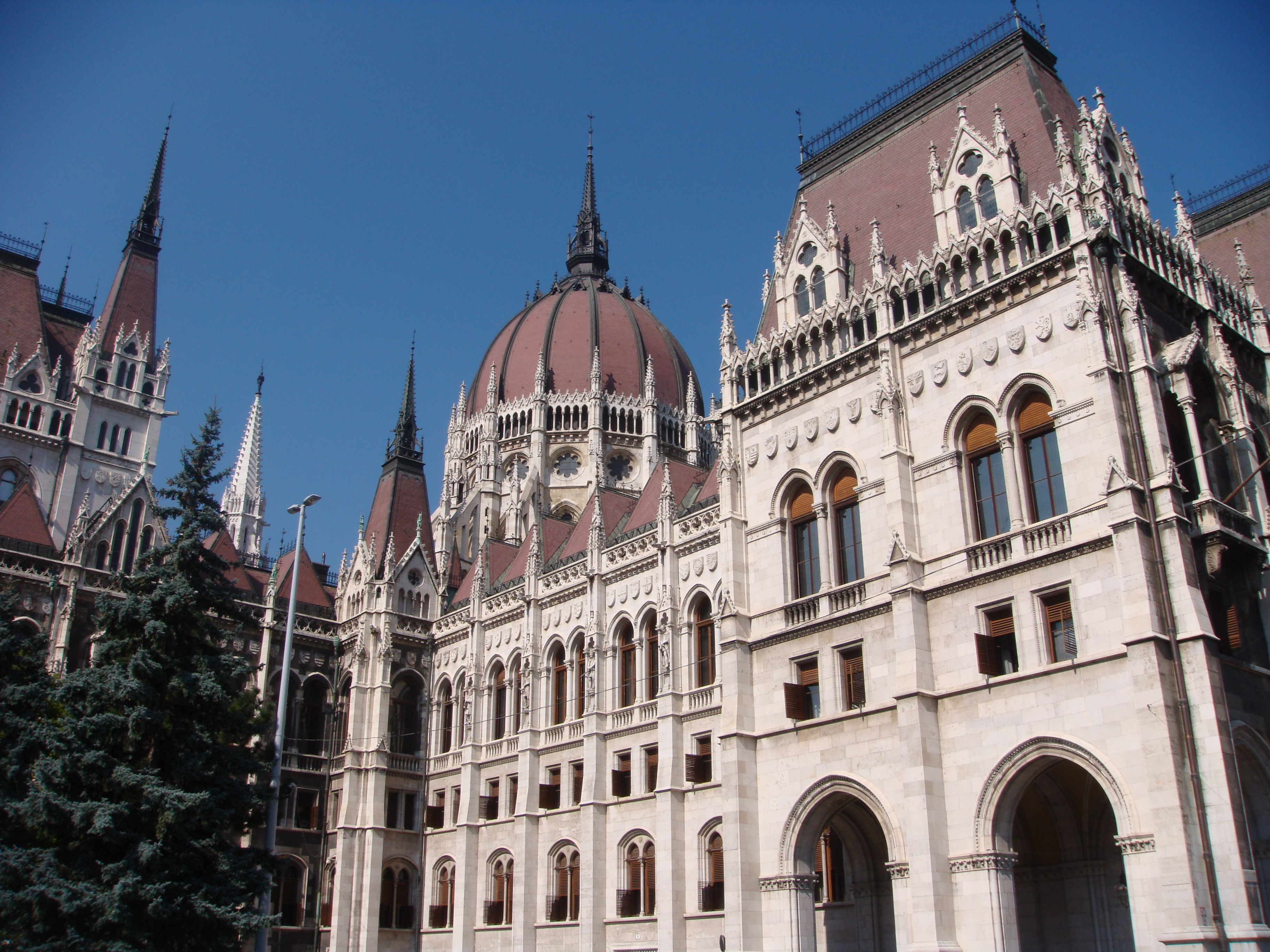
Здание венгерского парламента (1885), Будапешт (Венгрия)

Формы, ранее свойственные исключительно церковной архитектуре, немецкие архитекторы с успехом применяли при строительстве сугубо светских зданий, каковы ратуши в Вене, Мюнхене и Берлине, а также протяжённый и в своём роде уникальный комплекс гамбургских верфей — Шпейхерштадт. В связи с превращением Гамбурга в главный порт Германской империи в этом городе велось особенно масштабное неоготическое строительство, включавшее возведение самой высокой в мире церкви — Николайкирхе (разрушена во время Второй мировой войны). Новые храмы нередко сооружались из неоштукатуренного кирпича в традициях кирпичной готики — таковы висбаденская Маркткирхе и Фридрихсвердерская церковь в Берлине.
Австро-Венгрия в своём восприятии неоготики следовала по пути других германских наций. Здесь острую конкуренцию неоготике составляли другие ретроспективные стили — неоренессанс и необарокко, хотя именно неоготика воскрешала в памяти средневековую мощь Священной Римской империи, наследниками которой видели себя австрийские Габсбурги. Следуя примеру других государств, они позаботились о завершении затянувшегося на шесть веков строительства пражского собора св. Вита. Из собственно неоготических проектов выделяются своими размахом и пышностью венская Вотивкирхе (1856—1879) и здание Венгерского парламента в Будапеште (1885—1894).

### Бельгия

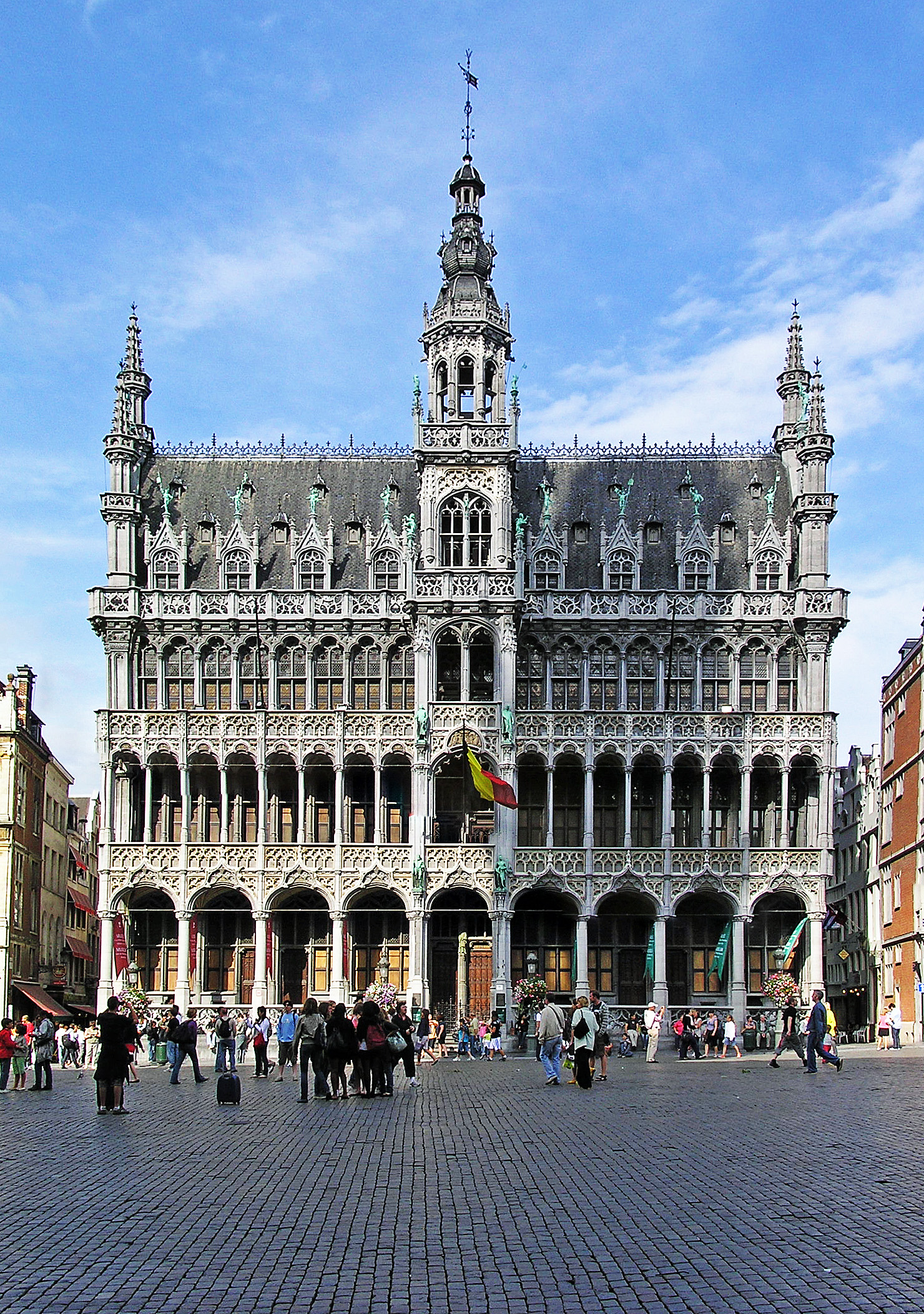
Здание Ратуши (Большой дворец) в Брюсселе, Бельгия. 1887

Неоготика проникает в Бельгию в 1840-х годах. Один из самых ранних примеров — епископский дворец в Генте, построенный в 1840—1845 годах, архитектор Матьяс Волтерс (нидерл. Mathias Wolters). Важным деятелями неготики в Бельгии во второй половине XIX века стали Жан-Батист Бетюн (фр. Jean-Baptiste Bethune) и Йорис Хеллепютте (нидерл. Joris Helleputte). Бетюн был архитектором, реставратором и фактическим идеологом бельгийского неоготического движения, Хеллепютте — архитектором, инженером и политиком от католической партии. По инициативе Бетюна в Бельгии создана сеть католических художественных «Школ Святого Луки» (нидерл. Sint-Lucasscholen, фр. Écoles St-Luc). Католические «Школы Святого Луки» создавались в противовес государственным художественным школам. В отличие от государственных художественных школ, где господствовали неоклассицизм и академизм, в «Школах Святого Луки» основное внимание уделялось изучению средневеково искусства.
В качестве примеров неоготической архитектуры Бельгии XIX века можно привести железнодорожный вокзал Алста (1856, архитектор Жан-Пьер Клёйзенар), здание администрации провинции Западная Фландрия в Брюгге (1887—1892, архитектор Луи Деласенсери) церковь Нотр-Дам-де-Лакен в Брюсселе (фамильная усыпальница бельгийских монархов, 1854—1909, архитектор Жозеф Пуларт), Церковь Святых Петра и Павла в Остенде (1899—1909, Луи Деласенсери), старый почтамт в Генте (1900—1908, архитектор Луи Клоке).
Так же, как и во Франции (деятельность Виолле-Ле-Дюка), в Бельгии XIX века проводятся многочисленные «романтические» реставрации, в ходе которых фантазия архитекторов нередко оказывается важнее исторической достоверности. Пример — городские ворота Халлепорт в Брюсселе (реставрация 1868—1870 годах, архитектор Хендрик Бейарт (нидерл. Hendrik Beyaert)).

### Неоготика во Франции и Италии

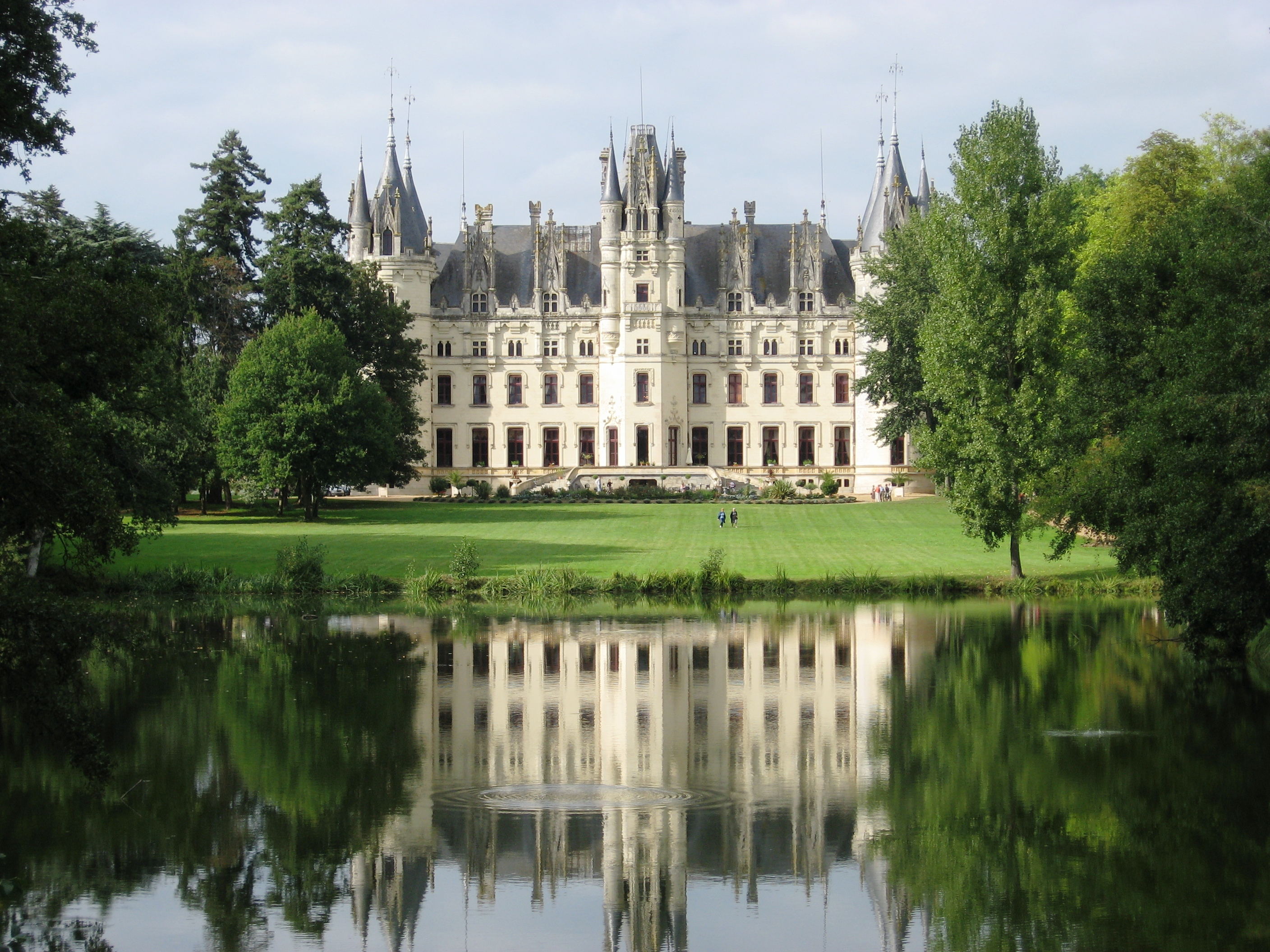
Замок Шален-ла-Потри, Франция

В романских странах на протяжении XIX века господствовали стили, укоренённые в классической традиции, — неоренессанс, необарокко и боз-ар. В престижной Школе изящных искусств преподавателям академической выучки было чуждо преклонение перед средневековым искусством, поэтому будущие архитекторы изучали преимущественно наследие античности и Ренессанса. По причине отсутствия собственных специалистов по неоготике для стилизации под готические соборы вновь возводимых зданий — например, парижской базилики Святой Клотильды (1827—1857) — архитекторов приходилось приглашать из-за рубежа.

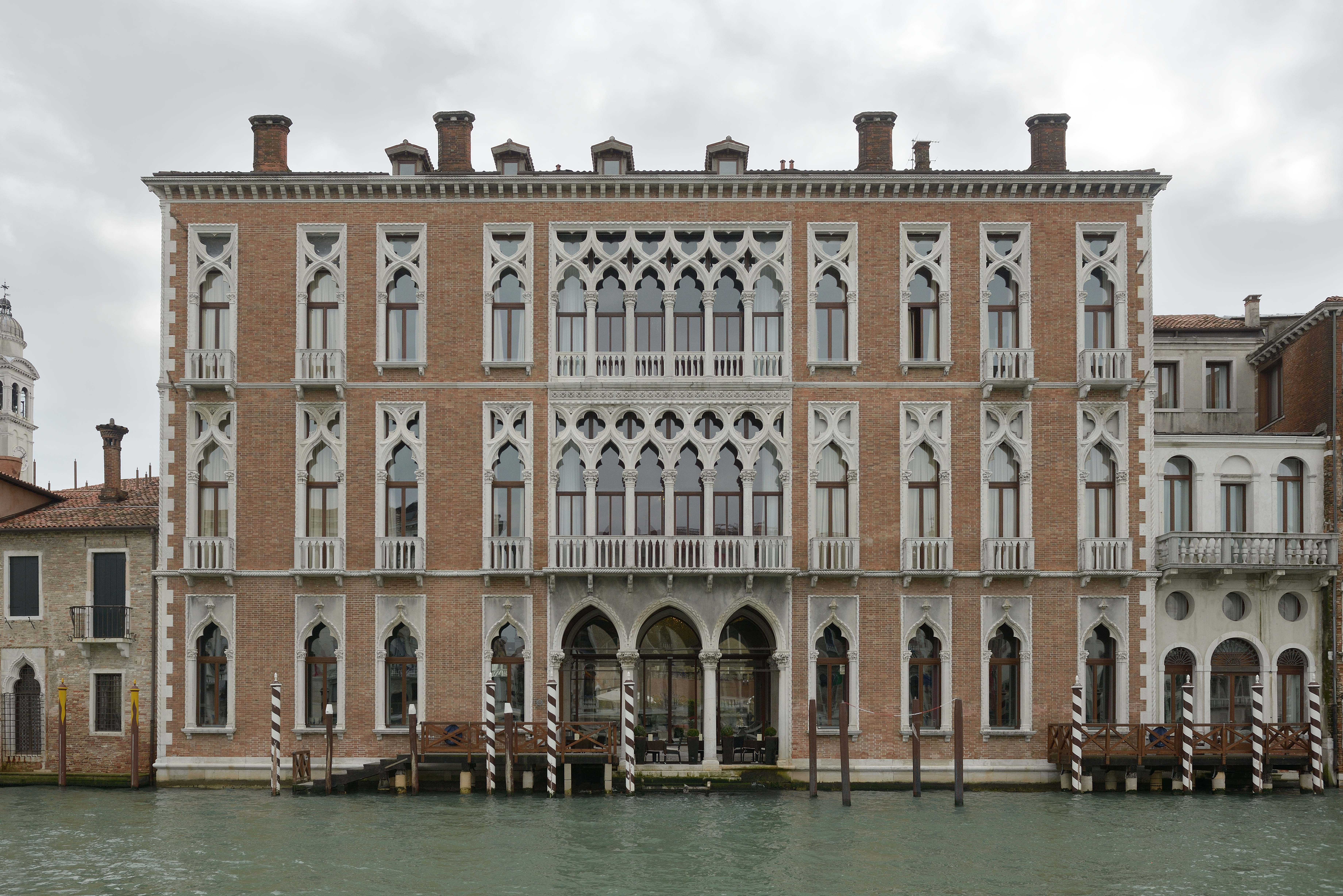
Палаццо Дженовезе в Венеции на Большом канале — подражание венецианской готике

Во Францию неоготика пришла поздно и сразу получила ярко выраженную археологическую направленность. Роман Виктора Гюго «Собор Парижской Богоматери» (1830) прозвучал гимном во славу средневековой архитектуры и призывом к сохранению её наследия. Предметом всеобщего внимания поначалу стал выведенный в романе собор. В дальнейшем речь шла, как правило, также не о строительстве новых зданий, а о реставрации шедевров французского средневековья, будь то Сент-Шапель, Мон-Сен-Мишель, грандиозное аббатство в Везле, древние укрепления Каркассона или горный замок Роктайад. К осуществлению практически всех реставрационных проектов приложил руку неутомимый Виолле-ле-Дюк, стремившийся довести даже недостроенные в средние века сооружения до последней степени завершённости.
В Италии неоготика также воспринималась именно как движение, направленное на реставрацию и завершение строительства великих памятников прошлых лет. Ещё Наполеон перед коронацией велел достроить грандиозный Миланский собор и пообещал выделить на это средства; работа над завершением Дуомо растянулась до 1965 года. Самым крупным проектом итальянского неоготического движения стал объявленный в 1864 году конкурс на проектирование и возведение фасада величайшей сокровищницы чинквеченто — собора Санта-Мария-дель-Фьоре во Флоренции. Одновременно достраивались фасады других незавершённых храмов — флорентийской базилики Санта-Кроче и Неаполитанского собора.

## Неоготика в России
Русская неоготика или псевдоготика конца XVIII — начала XIX веков представляет собой в основном романтические фантазии на темы западного средневековья, отражающие идеализированное представление заказчиков о Средних веках как эпохе торжества христианства и рыцарских турниров. Термин «псевдоготика» возник по причине необходимости различать возрождение готического стиля в странах Западной Европы и различные романтические стилизации в русской архитектуре, не имеющие ренессансного содержания, поскольку в России не было подлинной средневековой готики. Термин «псевдоготика» неудовлетворителен, поскольку имеет пренебрежительно-негативный оттенок. В отечественной историографии конца XX — начала XXI века в связи с развитием общей теории художественного стиля вместо термина «псевдоготика» исследователи предпочитают название: романтическое внутристилевое течение. Согласно концепции С. В. Хачатурова «русская готика» является «оттеняющим» романтическим течением архитектуры русского классицизма конца XVIII века.
Первые попытки стилизаций под готику относятся к 1770-м годам, когда архитектор Ю. М. Фельтен по заказу исператрицы Екатерины II выстроил в диковинных для Санкт-Петербурга формах Чесменский путевой дворец и при нём Чесменскую церковь, а В. И. Баженов по заданию императрицы занялся проектированием обширной Царицынской усадьбы под Москвой.
В отличие от европейских коллег, русские стилизаторы, особенно в ранний период, редко перенимали каркасную систему готической архитектуры, ограничиваясь выборочным украшением фасада готическим декором вроде стрельчатых арок в сочетании с заимствованиями декоративных элементов из стиля нарышкинского барокко. В храмовом строительстве также преобладала традиционная для православия крестово-купольная система.
Со второй половины XIX века псевдоготические фантазии уступают место усвоенным по западной литературе формам «интернациональной» неоготики, основным полем для применения которых в России становится строительство католических костёлов для прихожан польского и немецкого происхождения. Таких храмов было построено множество на всём протяжении Российской империи от Красноярска до Киева. Как и в Скандинавии, архитекторы восточноевропейских костёлов предпочитали следовать традициям кирпичной готики. По заказам частных лиц иногда возводились сказочные фантазии с готическими элементами вроде декоративных башенок и машикулей — такие, как Ласточкино гнездо. В таких сооружениях следование средневековой традиции уступала место отражению фантазий заказчика.

Архитектурные фантазии на темы готики в царской России
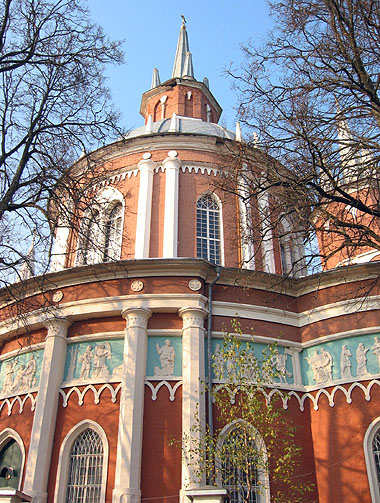
Усадебная церковь в Царёво. 1805-1815. Архитектор И. В. Еготов
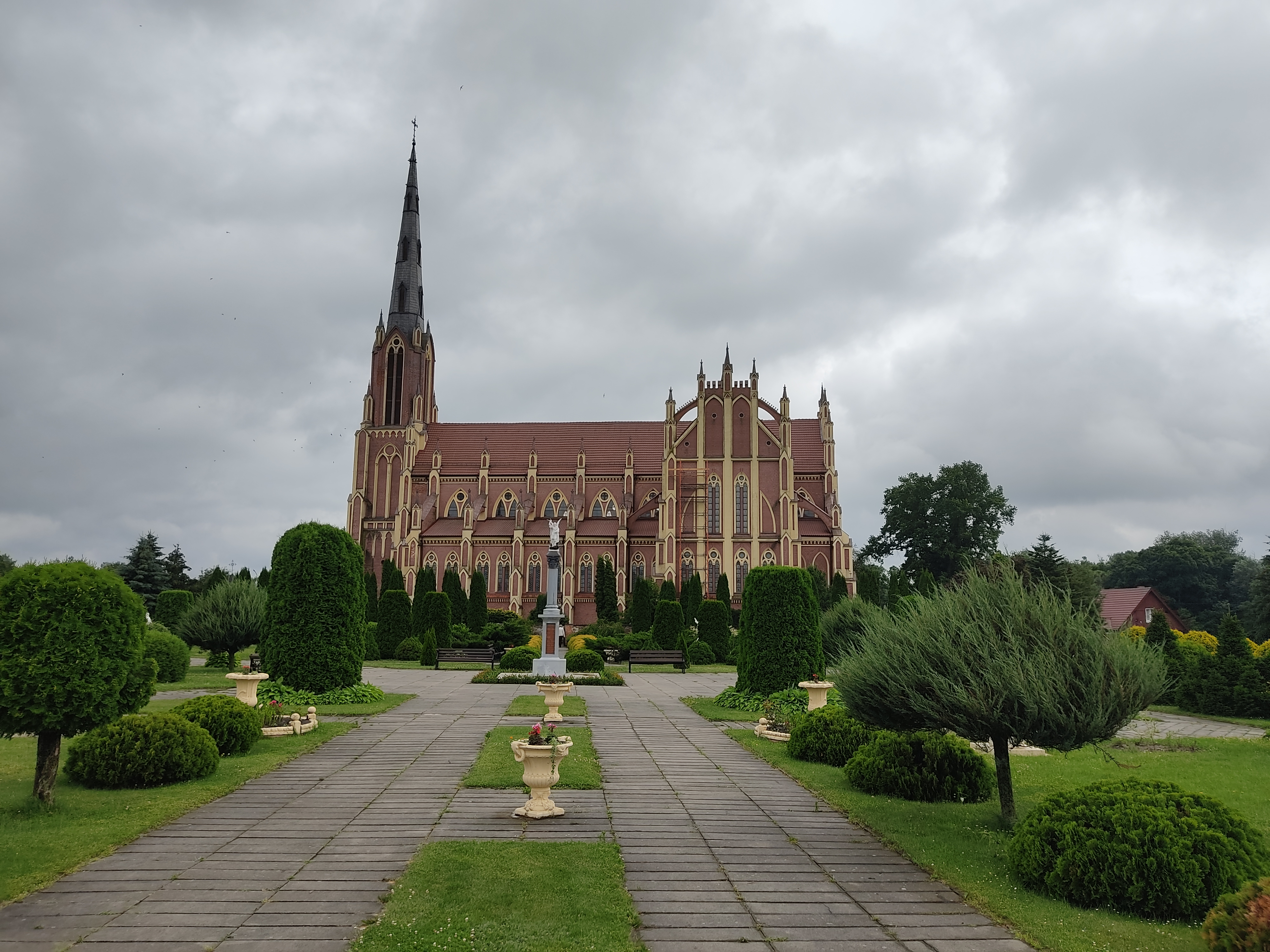
Костёл Святой Троицы. 1899—1903. Архитектор Вацлав Михневич, в дер. Гервяты, Белоруссия, согласно ряду опросов, самый красивый костёл Белоруссии
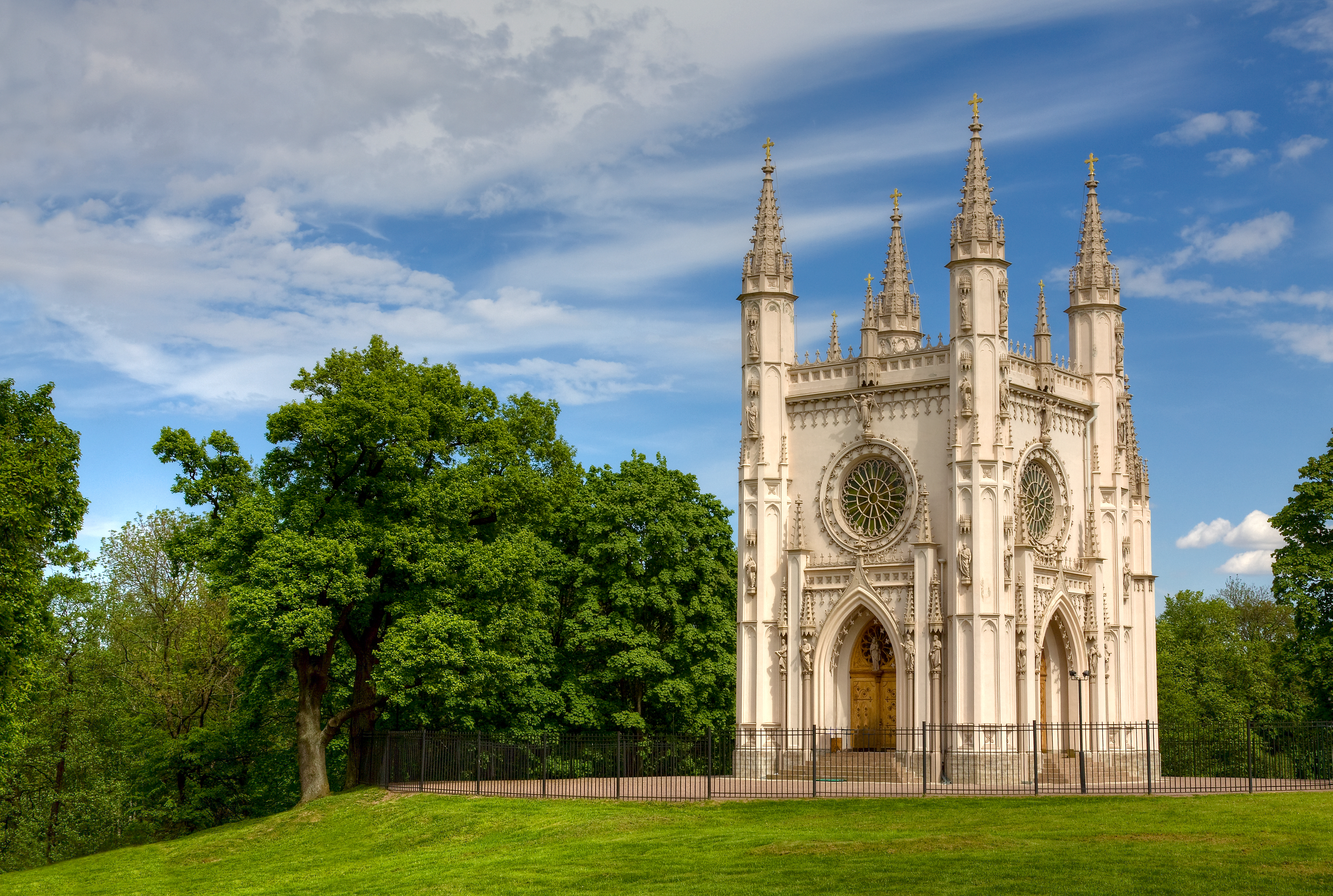
Церковь Александра Невского в Петергофе. 1831-1834. Архитектор К. Ф. Шинкель
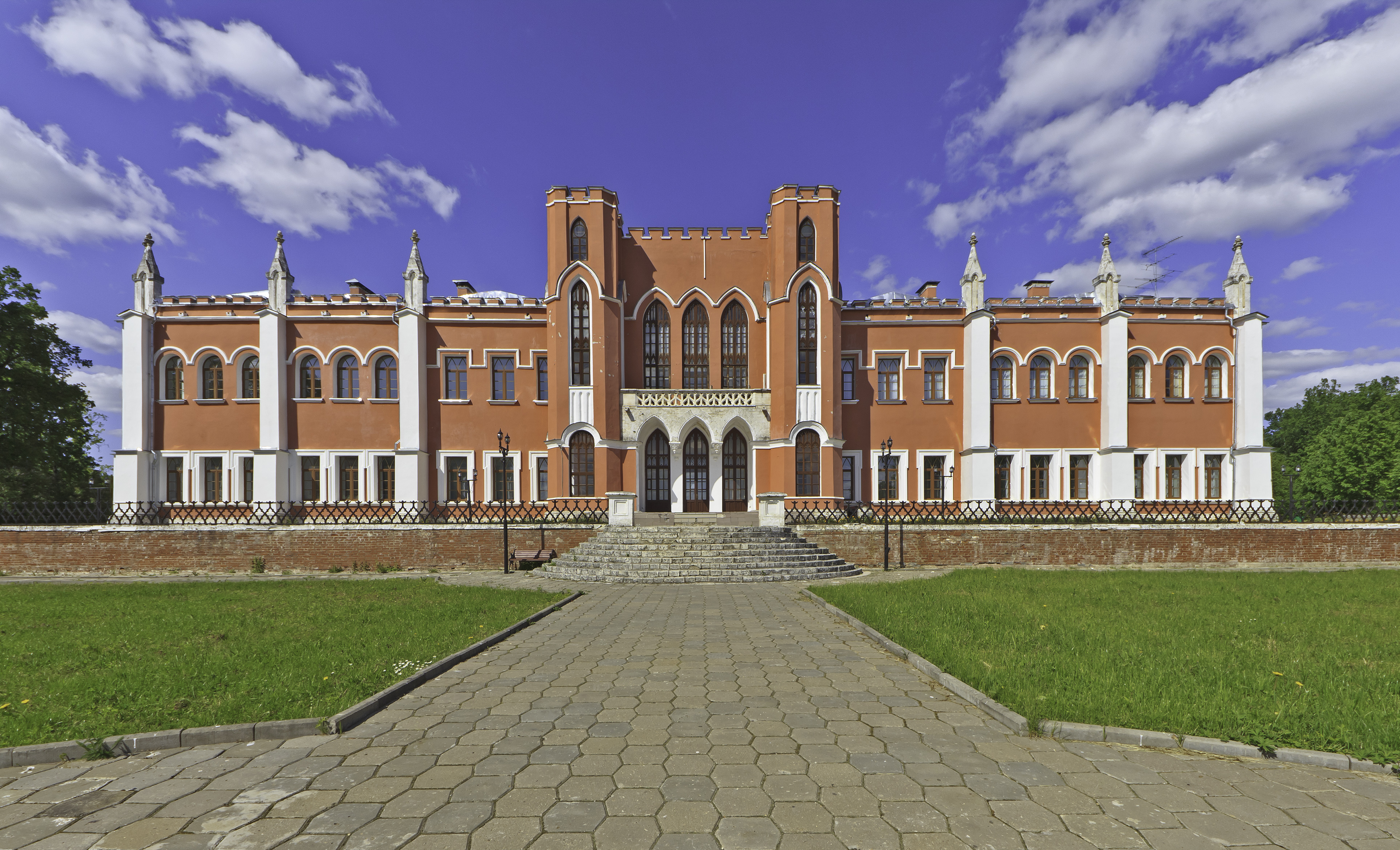
Усадьба Марфино близ Лобни. 1837-1846. Архитектор М. Д. Быковский
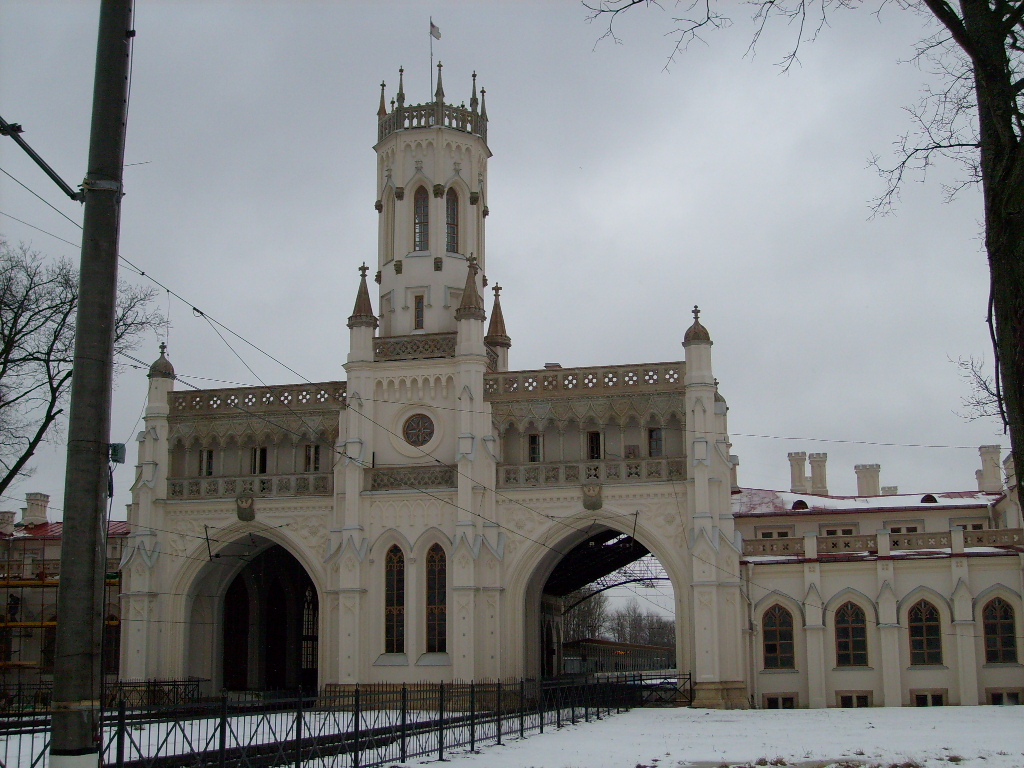
Новопетергофский вокзал. 1855-1857. Архитектор Н. Л. Бенуа
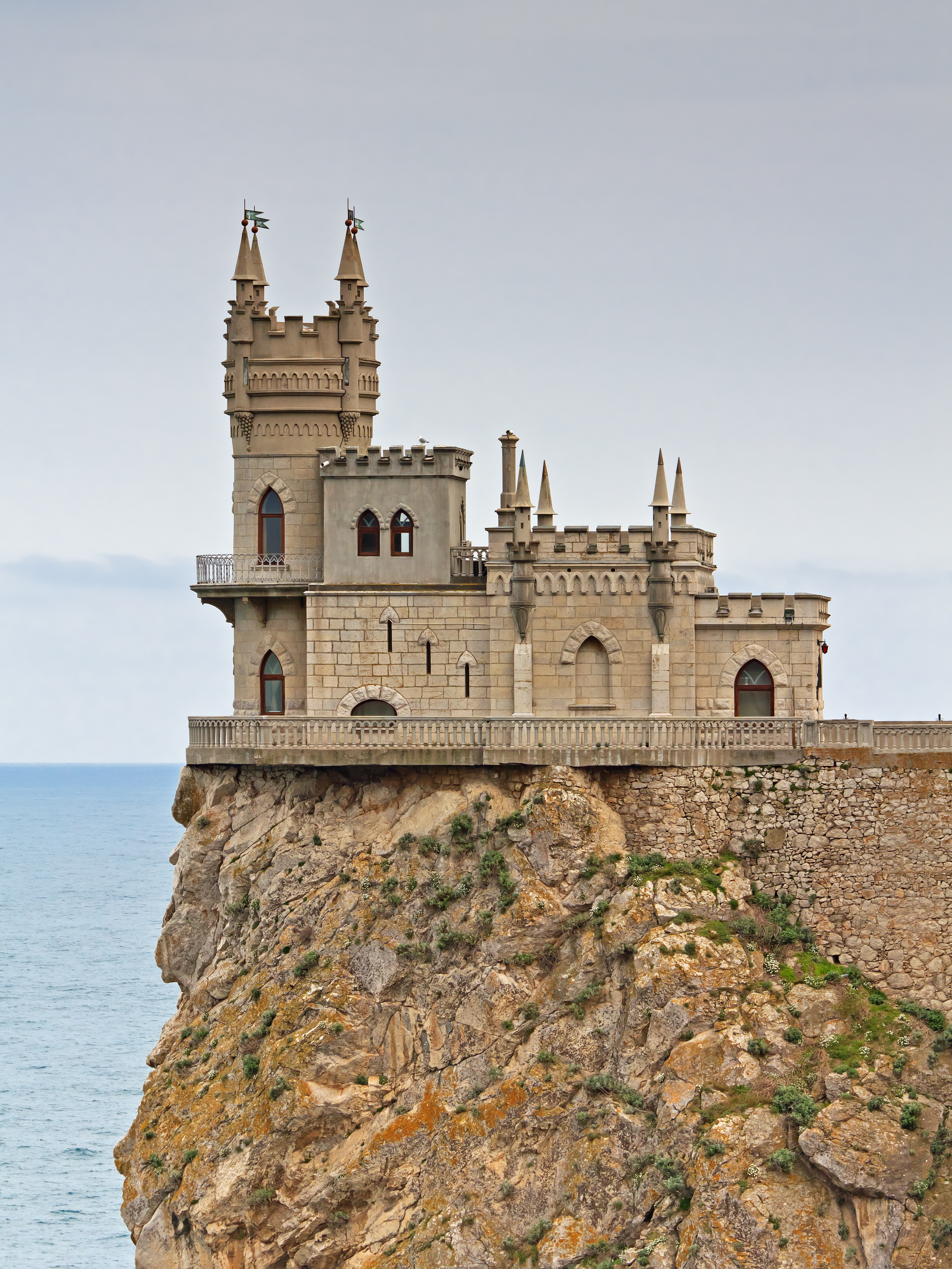
Ласточкино гнездо. 1911-1913. Инженер Н. С. Шервуд
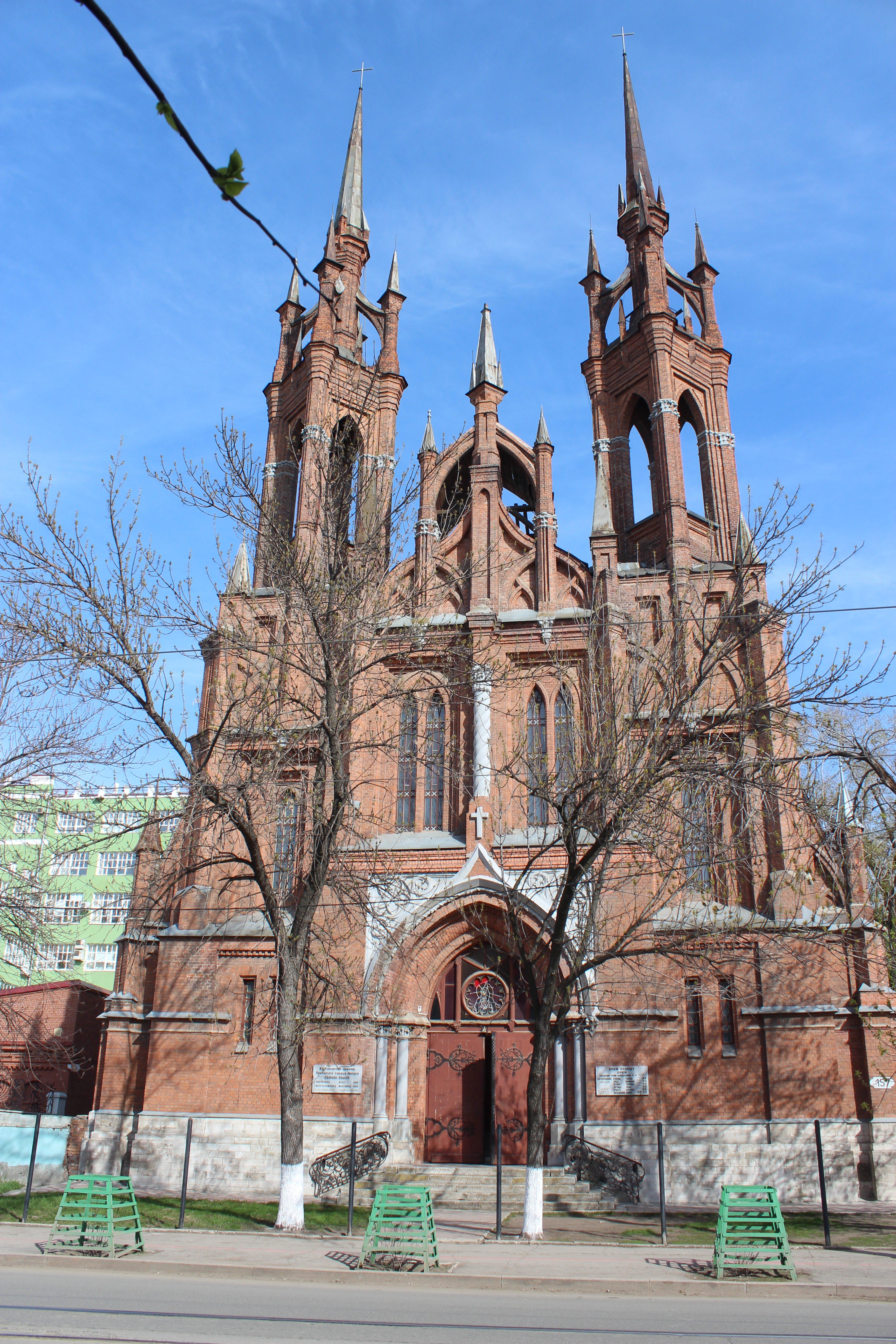
Польский костёл в Самаре. 1902-1906. Архитектор Ф. О. Богданович-Дворжецкий
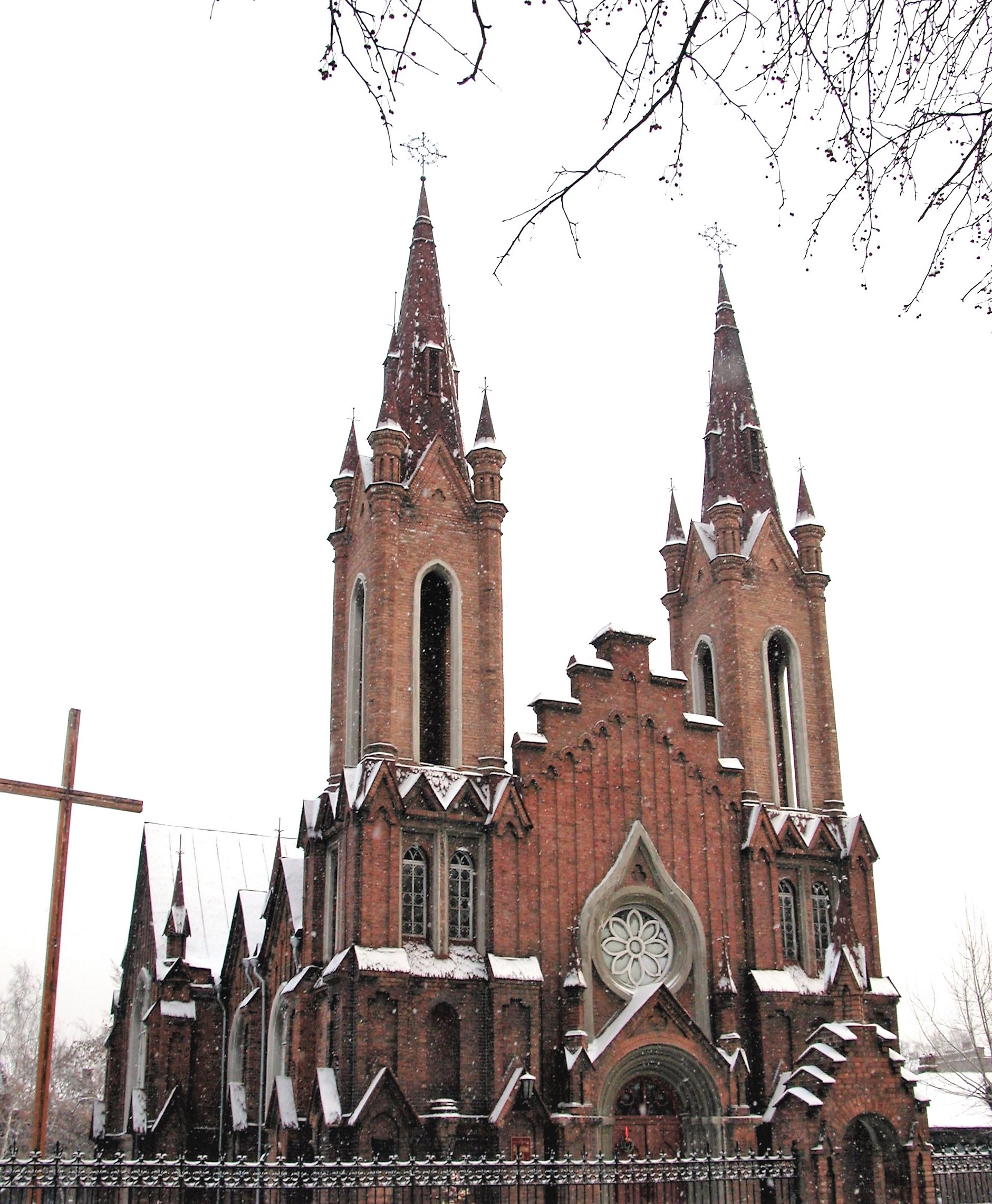
Польский костёл в Красноярске. 1909-1911. Архитектор В. А. Соколовский

## Закат неоготики
Вслед за завершением в 1906 году мюнхенской Паульскирхе увлечение неоготикой в Германии и Австро-Венгрии резко пошло на спад. Помимо прочих, для этого были идеологические причины: после долгих дебатов стало ясно, что готический стиль берёт своё начало во враждебной Франции и национальным германским стилем считаться не может. Дробному до избыточности готическому декору пришло на смену возрождение строгих форм романского стиля, лучшие образцы которого сохранились именно в Германии.